# Raičevina
Raičevina (cyr. Раичевина) – wieś w Czarnogórze, w gminie Kolašin. W 2011 roku liczyła 88 mieszkańców.